# Векселя «МЕФО»
Векселя «МЕФО» — векселя, выпускаемые Рейхсбанком в период нацистской Германии, с целью финансирования вооружений.

## История
Векселям МЕФО предшествовали так называемые «векселя трудоустройства», введенные с осени 1932 года президентом государственного Рейхсбанка Лютером для финансирования крупных общественных работ.
Для более активного стимулирования экономики, новым главой Рейхсбанка Шахтом, в 1933 был разработан сложный план. Была создана организация «Металлургическое научно-исследовательское общество» сокращенно: МЕФО (нем.: MEFO, Metallurgische Forschungsgesellschaft, m.b.H.), на акционерный капитал которой предоставили один миллион рейхсмарок четыре крупных промышленных предприятия, а именно: Siemens, Gutehoffnungshütte, Krupp и Rheinmetall, само же государство не выделяло на это свои деньги, формально указав на то, что МЕФО это частная, а не государственная компания.
На самом деле МЕФО не вела никакой деятельности и не имела необходимых финансовых резервов, являясь по сути — фикцией, её правление состояло из представителей министерства обороны и Рейхсбанка, а поручителем по векселям выступало само государство.

## Принцип действия
Работало это примерно так: деньги активно развивавшихся оборонных предприятий приходили на счет МЕФО, а взамен они получали долгосрочные векселя (так называемые МЕФО-векселя), а сами векселя принимались всеми банками страны. 
Поскольку эксперимент с МЕФО был весьма рискованным, правительство стремилось к тому, чтобы расчеты за выпущенную продукцию осуществлялись самим МЕФО, а регресс к Рейхсбанку производился только в исключительных случаях, например, для выдачи наличными заработной платы.
Банки и промышленные фирмы, имевшие такие векселя, могли в любое время погасить их в государственном банке, первоначально векселя были выпущены сроком на шесть месяцев, но с возможностью многоразового продления на девяносто дней. Чтобы привлечь инвесторов, векселя имели годовую процентную ставку в размере 4%, что было выше, чем у других торговых векселей того времени.
Чтобы банкноты не начали обменивать на рейхсмарки, что привело бы к инфляции, девяностодневный период погашения векселей продолжал продлеваться до тех пор, пока к 1939 году фактический период погашения не стал пятью годами.  Как правило, в вексельных портфелях банков не находилось даже и половины векселей, так как они охотно покупались предпринимателями, видевшими в них средство для краткосрочного помещения своих свободных капиталов. Всего было выпущено МЕФО-векселей на 12 млрд марок, 8 млрд из которых были усвоены рынком без погашения в Рейхсбанке.
Векселя МЕФО были предназначены для перевооружения экономики Германии и фактически были госбумагами, хотя формально оставались частными, а по этому не отражались ни в бюллетенях Рейхсбанка, ни в государственном бюджете, что позволяло сохранять в секрете масштабы растущего перевооружения нацистской Германии. Эти векселя по сути были наиболее дешёвым кредитом, полученным государством на внутреннем рынке. После прекращения выпуска векселей все выплаты по ним планировалось погасить в течение следующих 17 лет, но эти выплаты не были полностью осуществлены.

## Последствия
За период 1932—1937 гг. промышленное производство выросло на 102 %, национальный доход удвоился, безработица упала до 1 млн, что расценивалось многими как экономическое чудо. Векселя позволили профинансировать 45 % всех военных расходов до 1938 г. С 1 апреля 1938 г. выпуск векселей прекратился и финансирование вооружений пошло уже через бюджет.
После разгрома нацистской Германии Высший административный суд Гамбурга постановил, что векселя МЕФО не являются финансовой аферой, заявив: «… в связи с государственными мерами по созданию рабочих мест система МЕФО-векселей была хорошо приспособлена для осуществления этой цели. Она образовывала реальную основу для преодоления экономической депрессии. Имперский банк действовал в соответствии с требованиями здравого смысла».
 